# Naturschutzgebiet Rammelsbachtal
Das Naturschutzgebiet Rammelsbachtal mit einer Größe von 16,58 ha liegt nordwestlich von  Alme im Stadtgebiet von Brilon. Das Gebiet wurde 2008 mit dem Landschaftsplan Hoppecketal durch den Hochsauerlandkreis als Naturschutzgebiet (NSG) ausgewiesen. Das NSG gehört seit 2023 zum Vogelschutzgebiet Diemel- und Hoppecketal mit angrenzenden Wäldern.

## Gebietsbeschreibung
Beim NSG handelt es sich um den Quellbereich des Rammelsbaches, eines westlichen Zuflusses der Alme, mit einem Teil des Bachlaufs und dem Roterlenbruch in diesem Bereich. Im Erlenbruch gibt es Bereiche mit Torfmoos und üppigem Flechtenbewuchs. Im NSG befinden sich auch Rotfichtenbestände.
Das Landesamt für Natur, Umwelt und Verbraucherschutz Nordrhein-Westfalen dokumentierte Pflanzenarten wie Bach-Spatenmoos, Bitteres Schaumkraut, Blutwurz, Gewöhnlicher Gilbweiderich, Gewöhnlicher Froschlöffel, Gemeines Beckenmoos, Hain-Gilbweiderich, Mittleres Hexenkraut, Rippenfarn, Sumpf-Labkraut, Sumpf-Veilchen, Sumpf-Ziest und Wald-Schachtelhalm.

## Schutzzweck
Im NSG soll der Rammelsbach und die dortigen Waldbestände geschützt werden. Wie bei allen Naturschutzgebieten in Deutschland wurde in der Schutzausweisung darauf hingewiesen, dass das Gebiet „wegen der Seltenheit, besonderen Eigenart und Schönheit des Gebietes“ zum Naturschutzgebiet wurde. Der Landschaftsplan führt zum speziellen Schutzzweck auf: „Erhaltung und Optimierung eines kleinen Siepensystems mit naturnahen Fließgewässern, bachbegleitenden Erlenwäldern und ökologischen Sonderstandorten, die einige gefährdete Pflanzenarten beherbergen; Stärkung der Gliederungsfunktion des Gewässersystems in der umgebenden, im Nahbereich von Fichten dominierten Waldlandschaft; Verbund der noch vorhandenen Bestände bodenständiger Waldgesellschaften zugunsten des Austauschs darauf angewiesener Tier- und Pflanzenarten.“